# Estación La Encantada
La Estación La Encantada fue una estación de ferrocarril de Pala Pala, Tucumán, Argentina. Formó parte del ramal C10 del Ferrocarril Belgrano, que unía Pacará con Termas del Río Hondo.

## Servicios
La estación fue inaugurada en 1928, siendo habilitada en 1929 junto al ramal C10 del Ferrocarril Belgrano. Servía como lugar de transporte del Ingenio Leales, al ubicarse detrás de éste. Fue clausurada en 1977, funcionando en la actualidad una vivienda y un criadero de animales.